# Bakhtiarpur
Bakhtiarpur è una città dell'India di 32.288 abitanti, situata nel distretto di Patna, nello stato federato del Bihar. In base al numero di abitanti la città rientra nella classe III (da 20.000 a 49.999 persone).

## Geografia fisica
La città è situata a 25° 28' 0 N e 85° 31' 0 E e ha un'altitudine di 44 m s.l.m..

## Società

### Evoluzione demografica
Al censimento del 2001 la popolazione di Bakhtiarpur assommava a 32.288 persone, delle quali 17.233 maschi e 15.055 femmine. I bambini di età inferiore o uguale ai sei anni assommavano a 5.847, dei quali 3.019 maschi e 2.828 femmine. Infine, coloro che erano in grado di saper almeno leggere e scrivere erano 17.005, dei quali 10.704 maschi e 6.301 femmine.